# Vinasat 2
Vinasat 2 ist ein kommerzieller vietnamesischer Kommunikationssatellit der Vietnam Posts and Telecommunications Group (VNPT).

## Aufbau und Mission
Er wurde am 15. Mai 2012 um 22:13 Uhr UTC mit einer Ariane 5 ECA vom Centre Spatial Guyanais zusammen mit JCSAT-13 in eine geostationäre Umlaufbahn gebracht.
Der dreiachsenstabilisierte Satellit ist mit 24 Ku-Band-Transpondern ausgerüstet und soll von der Position 131,8° Ost aus Vietnam, Laos, Kambodscha, Thailand, Myanmar, Singapur und Teile Malaysias mit Telekommunikationsdienstleistungen versorgen. Er wurde auf Basis des Satellitenbus A2100A von Lockheed Martin Commercial Space Systems gebaut und besitzt eine geplante Lebensdauer von 15 Jahren. Der Vertrag zum Bau des Satelliten wurde im Mai 2010 abgeschlossen. Gesteuert und kontrolliert wird der Satellit im Auftrag der VNPT durch das Unternehmen Vietnam Telecom International (VTI) vom Kontrollzentrum Qui Duong in Hanoi aus.